# Schrotbaum

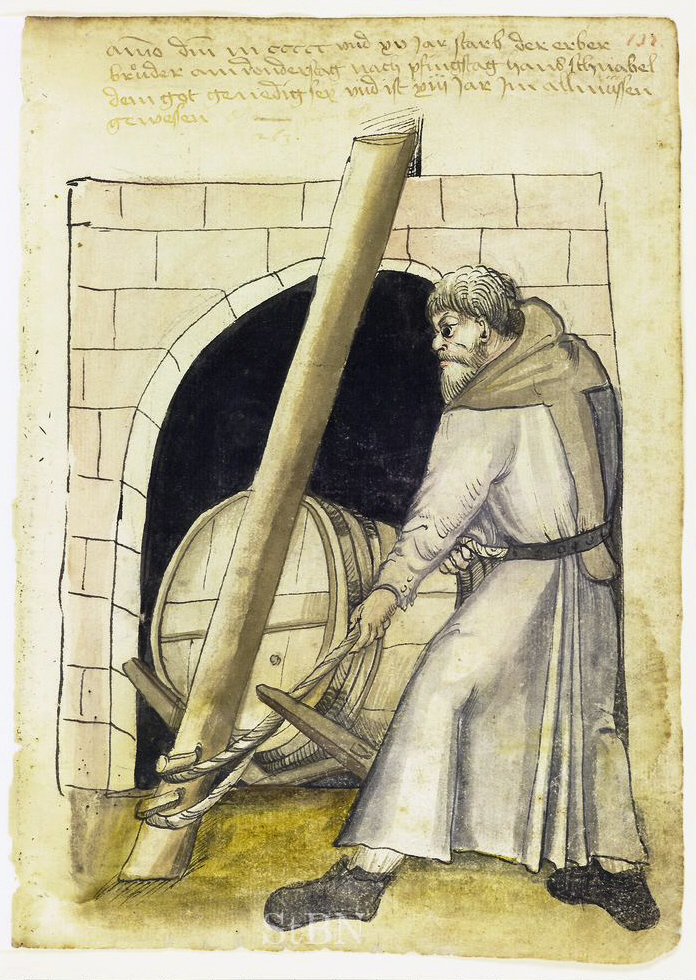
Ein Schröter bei der Arbeit mit Schrotbaum, Schrotseil und Schrotleiter. Darstellung in den Nürnberger Hausbüchern (1515).

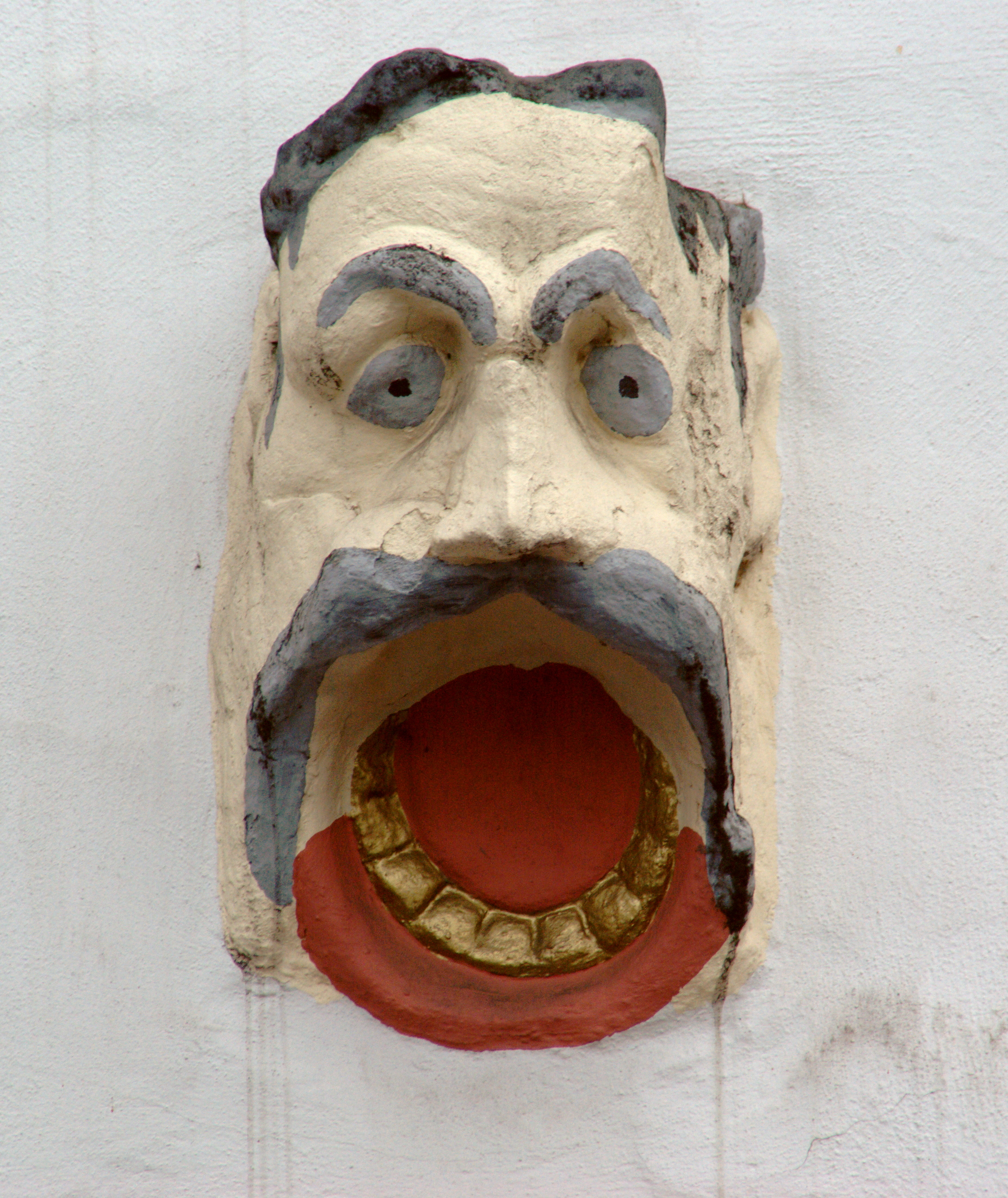
„Schrotmaul“ zum Anlegen des Schrotbaums am Haus Simeonstraße 7, Trier

Der Schrotbaum (oder rheinisch Schradbaum), auch Schrotholz genannt, ist ein historisches Arbeitsgerät der Schröter zum Bewegen von Fässern und anderen schweren Lasten. Die Arbeit der Schröter bestand darin, schwere Bier- oder Weinfässer zu liefern, sie in einen Keller zu schaffen oder die leeren Fässer wieder aus dem Keller abzuholen.
Der Schrotbaum war insbesondere ein kräftiger Rundbalken, der bei der Arbeit mit Schrotseil und Schrotleiter zur Abstützung diente. Einzelne Quersprossen am Schrotbaum sollten ein Verrutschen des Seils verhindern (siehe Abbildung). An manchen älteren Häusern finden sich noch Balkenlager, die für einen festen Halt des Schrotbaums sorgten.
Abweichend davon setzt das Pfälzische Wörterbuch den Schrotbaum mit einer Schrotstange gleich. Schrotstangen waren laut dem Pfälzischen Wörterbuch kräftige Holzstangen, die der Schröter paarweise als Rampe anordnete, um die Fässer kraftsparend bewegen zu können, wie bei einer Schrotleiter.